# Nord 1221 Norélan
Le Nord 1221 « Norélan » était un prototype d'avion d'entraînement militaire triplace français, construit par la Société nationale des constructions aéronautiques du Nord (SNCAN) en 1948.

## Variantes
1221
1222
1223
1226